# Пирамида (геометрия)

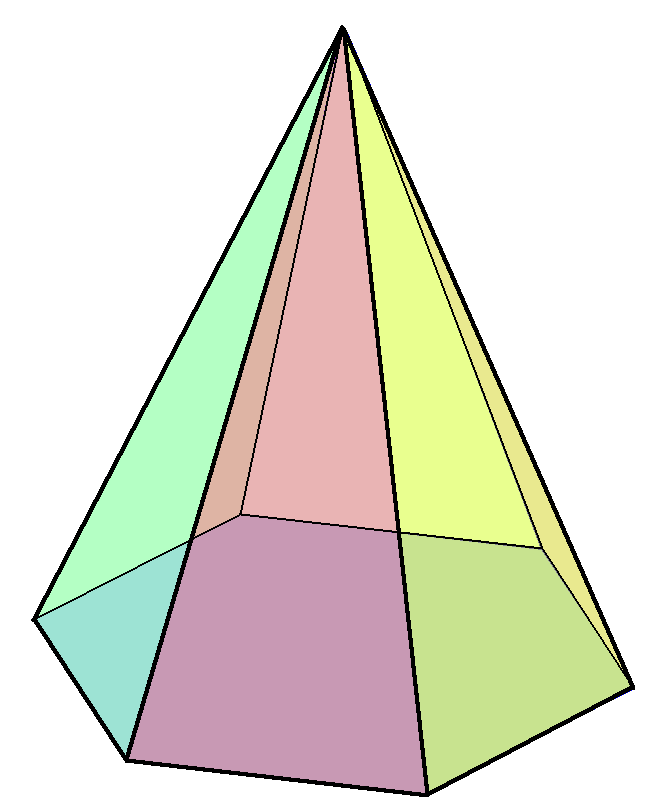
Шестиугольная пирамида

Пирами́да (от др.-греч. πυραμίς, род. п. πυραμίδος) — многогранник, одна из граней которого (называемая основанием) — произвольный многоугольник, а остальные грани (называемые боковыми гранями) — треугольники, имеющие общую вершину. По числу углов основания различают пирамиды треугольные (тетраэдр), четырёхугольные и т. д. Если в основании лежит {\displaystyle n}-угольник, пирамида называется {\displaystyle n}-угольной. Она имеет {\displaystyle n} боковых граней.
Пирамида является частным случаем конуса.

## История развития пирамиды в геометрии
Начало геометрии пирамиды было положено в Древнем Египте и Вавилоне, однако активное развитие получило в Древней Греции. Объём пирамиды был известен древним египтянам. Первым греческим математиком, кто установил, чему равен объём пирамиды, был Демокрит
, а доказал Евдокс Книдский. Древнегреческий математик Евклид систематизировал знания о пирамиде в XII томе своих «Начал», а также вывел первое определение пирамиды: телесная фигура, ограниченная плоскостями, которые от одной плоскости сходятся в одной точке (книга XI, определение 12).

## Элементы пирамиды

SO — высота
SF — апофема
OF — радиус вписанной в основание окружности

- вершина пирамиды — общая точка боковых граней, не лежащая в плоскости основания;
- основание — грань, которой не принадлежит вершина пирамиды;
- боковые грани — треугольные грани, сходящиеся в вершине;
- боковые рёбра — рёбра, являющиеся сторонами двух боковых граней (и, соответственно, не являющиеся сторонами основания);
- высота пирамиды — перпендикуляр из вершины пирамиды на её основание;
- апофема — высота боковой грани правильной пирамиды, проведённая из её вершины;
- диагональное сечение пирамиды — сечение пирамиды, проходящее через её вершину и диагональ основания.

## Развёртка пирамиды

Развёртка правильной пятиугольной пирамиды:
1. в плоскости основания («звезда»)
2. в плоскости одной из боковых граней

Развёрткой называется плоская фигура, полученная при совмещении поверхности геометрического тела с одной плоскостью (без наложения граней или иных элементов поверхности друг на друга).
Приступая к изучению развёртки поверхности, последнюю целесообразно рассматривать как гибкую, нерастяжимую плёнку. Некоторые из представленных таким образом поверхностей можно путём изгибания совместить с плоскостью. При этом, если отсек поверхности может быть совмещён с плоскостью без разрывов и склеивания, то такую поверхность называют развёртывающейся, а полученную плоскую фигуру — её развёрткой.

## Свойства
Если все боковые рёбра равны, то:
- вокруг основания пирамиды можно описать окружность, причём вершина пирамиды проецируется в её центр;
- боковые рёбра образуют с плоскостью основания равные углы;
- также верно и обратное, то есть если боковые рёбра образуют с плоскостью основания равные углы, или если около основания пирамиды можно описать окружность, причём вершина пирамиды проецируется в её центр, то все боковые рёбра пирамиды равны.

Если боковые грани наклонены к плоскости основания под одним углом, то:
- в основание пирамиды можно вписать окружность, причём вершина пирамиды проецируется в её центр;
- высоты боковых граней равны;
- площадь боковой поверхности равна половине произведения периметра основания на высоту боковой грани.

## Теоремы, связывающие пирамиду с другими геометрическими телами

Описание сферы вокруг правильной пирамиды:
SD — высота пирамиды.
AD — радиус окружности, описывающей основание.
В — середина ребра боковой грани
С — точка пересечения плоскостей проходящих через середину рёбер перпендикулярно им.
AC=CS — радиус сферы описывающей пирамиду

Сфера, вписанная в правильную пирамиду:
D — центр основания
SF — апофема
ASD — биссекторная плоскость угла между боковыми гранями
BCE — биссекторная плоскость угла между основанием и боковой гранью
С — точка пересечения всех биссекторных плоскостей
CK=CD — радиус сферы вписанной в пирамиду

### Сфера
- около пирамиды можно описать сферу тогда, когда в основании пирамиды лежит многоугольник, вокруг которого можно описать окружность (необходимое и достаточное условие)[5]. Центром сферы будет точка пересечения плоскостей, проходящих через середины рёбер пирамиды перпендикулярно им. Из этой теоремы следует, что как около любой треугольной, так и около любой правильной пирамиды можно описать сферу;
- в пирамиду можно вписать сферу тогда, когда биссекторные плоскости внутренних двугранных углов пирамиды пересекаются в одной точке (необходимое и достаточное условие). Эта точка будет центром сферы.

### Конус
- Конус называется вписанным в пирамиду, если вершины их совпадают, а его основание вписано в основание пирамиды. Причём вписать конус в пирамиду можно только тогда, когда апофемы пирамиды равны между собой (необходимое и достаточное условие);[6]
- Конус называется описанным около пирамиды, когда их вершины совпадают, а его основание описано около основания пирамиды. Причём описать конус около пирамиды можно только тогда, когда все боковые рёбра пирамиды равны между собой (необходимое и достаточное условие);
- Высоты у таких конусов и пирамид равны между собой.

### Цилиндр
- Цилиндр называется вписанным в пирамиду, если одно его основание совпадает с окружностью вписанной в сечение пирамиды плоскостью, параллельной основанию, а другое основание принадлежит основанию пирамиды.
- Цилиндр называется описанным около пирамиды, если вершина пирамиды принадлежит его одному основанию, а другое его основание описано около основания пирамиды. Причём описать цилиндр около пирамиды можно только тогда, когда в основании пирамиды — вписанный многоугольник (необходимое и достаточное условие).

## Формулы, связанные с пирамидой
- Объём пирамиды может быть вычислен по формуле:

{\displaystyle V={\frac {1}{3}}Sh,}
где {\displaystyle \ S} — площадь основания и {\displaystyle \ h} — высота;
{\displaystyle V={\frac {1}{6}}V_{p},}
где {\textstyle \ V_{p}} — объём параллелепипеда;
- Также объём треугольной пирамиды (тетраэдра) может быть вычислен по формуле[8]:

{\displaystyle V={\frac {1}{6}}a_{1}a_{2}d\sin \varphi ,}
где {\displaystyle a_{1},a_{2}} — скрещивающиеся рёбра , {\displaystyle d} — расстояние между {\displaystyle a_{1}} и {\displaystyle a_{2}} , {\displaystyle \varphi } — угол между {\displaystyle a_{1}} и {\displaystyle a_{2}};
- Боковая поверхность — это сумма площадей боковых граней:

{\displaystyle S_{b}=\sum _{i}^{}S_{i}}
- Полная поверхность — это сумма площади боковой поверхности и площади основания:

{\displaystyle \ S_{p}=S_{b}+S_{o}}
- Для нахождения площади боковой поверхности в правильной пирамиде можно использовать формулы:

{\displaystyle S_{b}={\frac {1}{2}}Pa={\frac {n}{2}}b^{2}\sin \alpha }
где {\displaystyle a} — апофема , {\displaystyle \ P} — периметр основания, {\displaystyle \ n} — число сторон основания, {\displaystyle \ b} — боковое ребро, {\displaystyle \alpha } — плоский угол при вершине пирамиды.

## Особые случаи пирамиды

### Правильная пирамида
Пирамида называется правильной, если основанием её является правильный многоугольник, а вершина проецируется в центр основания.
Тогда она обладает такими свойствами:
- боковые рёбра правильной пирамиды равны;
- в правильной пирамиде все боковые грани — конгруэнтные равнобедренные треугольники;
- в любую правильную пирамиду можно как вписать, так и описать вокруг неё сферу;
- если центры вписанной и описанной сферы совпадают, то сумма плоских углов при вершине пирамиды равна {\displaystyle \pi }, а каждый из них соответственно {\textstyle {\frac {\pi }{n}}}, где {\displaystyle n} — количество сторон многоугольника основания[9];
- площадь боковой поверхности правильной пирамиды равна половине произведения периметра основания на апофему.

### Прямоугольная пирамида
Пирамида называется прямоугольной, если одно из боковых рёбер пирамиды перпендикулярно основанию. В данном случае, это ребро и является высотой пирамиды.

### Тетраэдр
Тетраэдром называется треугольная пирамида. В тетраэдре любая из граней может быть принята за основание пирамиды. Кроме того, существует большое различие между понятиями «правильная треугольная пирамида» и «правильный тетраэдр». Правильная треугольная пирамида — это пирамида с правильным треугольником в основании (грани же должны быть равнобедренными треугольниками). Правильным тетраэдром является тетраэдр, у которого все грани являются равносторонними треугольниками.